# Saison 2016-2017 des Pistons de Détroit
La saison 2016-2017 des Pistons de Détroit est la 76e saison de la franchise (69e en NBA) et la 60e saison dans la ville de Détroit.

## Draft
| Tour | Choix | Joueur          | Poste | Nationalité | Provenance                 |
| ---- | ----- | --------------- | ----- | ----------- | -------------------------- |
| 1    | 18    | Henry Ellenson  | PF    | États-Unis  | Golden Eagles de Marquette |
| 2    | 49    | Michael Gbinije | SF    | Nigeria     | Orange de Syracuse         |

## Summer League
| Summer League Total: 4-1 |

| Match | Date match | Équipe        | Score        | Meilleur marqueur    | Meilleur rebondeur   | Meilleur passeur    | Lieux        | Série |
| ----- | ---------- | ------------- | ------------ | -------------------- | -------------------- | ------------------- | ------------ | ----- |
| 1     | 2 juillet  | New York      | V 81-49      | Stanley Johnson (15) | Phil Pressey (10)    | Michael Gbinije (5) | Amway Center | 1 - 0 |
| 2     | 4 juillet  | Orlando Blue  | V 73-68      | Lorenzo Brown (19)   | Stanley Johnson (10) | Lorenzo Brown (2)   | Amway Center | 2 - 0 |
| 3     | 5 juillet  | Indiana       | V 80-76      | Stanley Johnson (16) | 3 joueurs (5)        | Lorenzo Brown (4)   | Amway Center | 3 - 0 |
| 4     | 7 juillet  | Miami         | V 71-58      | Stanley Johnson (20) | Stanley Johnson (9)  | Lorenzo Brown (3)   | Amway Center | 4 - 0 |
| 5     | 8 juillet  | Orlando White | D 84-87 (OT) | Henry Ellenson (22)  | Henry Ellenson (11)  | Cotton, Johnson (5) | Amway Center | 4 - 1 |

## Pré-saison
| Pré-saison Total: 3-3 (Domicile : 1-2 ; Extérieur : 2-1) |

| Match | Date match | Équipe         | Score    | Meilleur marqueur             | Meilleur rebondeur  | Meilleur passeur           | Lieux Spectateurs      | Série |
| ----- | ---------- | -------------- | -------- | ----------------------------- | ------------------- | -------------------------- | ---------------------- | ----- |
| 1     | 6 octobre  | @ Brooklyn     | D 94-101 | Morris, Drummond (17)         | Andre Drummond (21) | Caldwell-Pope, Johnson (4) | Barclays Center        | 0 - 1 |
| 2     | 10 octobre | San Antonio    | D 81-86  | Andre Drummond (17)           | Andre Drummond (13) | Ish Smith (5)              | Palace of Auburn Hills | 0 - 2 |
| 3     | 13 octobre | @ Atlanta      | V 99-94  | Harris, Smith (18)            | Jon Leuer (9)       | Ish Smith (8)              | Philips Arena          | 1 - 2 |
| 4     | 15 octobre | @ Philadelphie | V 97-76  | Tobias Harris (18)            | Andre Drummond (13) | Ish Smith (6)              | Wells Fargo Center     | 2 - 2 |
| 5     | 17 octobre | Milwaukee      | V 102-78 | Kentavious Caldwell-Pope (23) | Andre Drummond (13) | Ish Smith (7)              | Palace of Auburn Hills | 3 - 2 |
| 6     | 19 octobre | Toronto        | D 92-103 | Andre Drummond (16)           | Andre Drummond (13) | Lorenzo Brown (6)          | Palace of Auburn Hills | 3 - 3 |

## Saison régulière
| Saison régulière Total: 37-45 (Domicile : 24-17 ; Extérieur : 13-28) |

| Match | Date match | Équipe    | Score    | Meilleur marqueur             | Meilleur rebondeur  | Meilleur passeur | Lieux Spectateurs      | Série |
| ----- | ---------- | --------- | -------- | ----------------------------- | ------------------- | ---------------- | ---------------------- | ----- |
| 1     | 26 octobre | @ Toronto | D 91-109 | Tobias Harris (22)            | Morris, Leuer (9)   | Ish Smith (7)    | Air Canada Centre      | 0 - 1 |
| 2     | 28 octobre | Orlando   | V 108-82 | Tobias Harris (18)            | Andre Drummond (20) | Ish Smith (8)    | Palace of Auburn Hills | 1 - 1 |
| 3     | 30 octobre | Milwaukee | V 98-83  | Kentavious Caldwell-Pope (21) | Andre Drummond (23) | Ish Smith (7)    | Palace of Auburn Hills | 2 - 1 |

| Match | Date match   | Équipe           | Score     | Meilleur marqueur             | Meilleur rebondeur       | Meilleur passeur              | Lieux Spectateurs          | Série   |
| ----- | ------------ | ---------------- | --------- | ----------------------------- | ------------------------ | ----------------------------- | -------------------------- | ------- |
| 4     | 1er novembre | New York         | 102-89    | Tobias Harris (25)            | Andre Drummond (13)      | Ish Smith (8)                 | Palace of Auburn Hills     | 3 - 1   |
| 5     | 2 novembre   | @ Brooklyn       | D 101-109 | Harris, Morris (23)           | Caldwell-Pope, Leuer (7) | Ish Smith (7)                 | Barclays Center            | 3 - 2   |
| 6     | 5 novembre   | Denver           | V 106-83  | Andre Drummond (19)           | Andre Drummond (20)      | Ish Smith (8)                 | Palace of Auburn Hills     | 4 - 2   |
| 7     | 7 novembre   | @ L. A. Clippers | D 82-114  | Andre Drummond (15)           | Andre Drummond (12)      | Trois joueurs (3)             | Staples Center             | 4 - 3   |
| 8     | 9 novembre   | @ Phoenix        | D 100-107 | Kentavious Caldwell-Pope (27) | Andre Drummond (14)      | Ish Smith (7)                 | Talking Stick Resort Arena | 4 - 4   |
| 9     | 11 novembre  | @ San Antonio    | D 86-96   | Andre Drummond (20)           | Andre Drummond (17)      | Kentavious Caldwell-Pope (7)  | AT&T Center                | 4 - 5   |
| 10    | 12 novembre  | @ Denver         | V 106-95  | Tobias Harris (19)            | Andre Drummond (12)      | Ish Smith (8)                 | Pepsi Center               | 5 - 5   |
| 11    | 14 novembre  | Oklahoma City    | V 104-88  | Tobias Harris (22)            | Jon Leuer (9)            | Marcus Morris (5)             | Palace of Auburn Hills     | 6 - 5   |
| 12    | 16 novembre  | @ New York       | D 102-105 | Kentavious Caldwell-Pope (21) | Tobias Harris (10)       | Ish Smith (8)                 | Madison Square Garden      | 6 - 6   |
| 13    | 18 novembre  | @ Cleveland      | D 81-104  | Jon Leuer (15)                | Andre Drummond (10)      | Ish Smith (6)                 | Quicken Loans Arena        | 6 - 7   |
| 14    | 19 novembre  | Boston           | D 92-94   | Marcus Morris (24)            | Andre Drummond (17)      | Ish Smith (7)                 | Palace of Auburn Hills     | 6 - 8   |
| 15    | 21 novembre  | Houston          | D 96-99   | Kentavious Caldwell-Pope (26) | Andre Drummond (16)      | Ish Smith (8)                 | Palace of Auburn Hills     | 6 - 9   |
| 16    | 23 novembre  | Miami            | V 107-84  | Kentavious Caldwell-Pope (22) | Andre Drummond (15)      | Marcus Morris (6)             | Palace of Auburn Hills     | 7 - 9   |
| 17    | 25 novembre  | L. A. Clippers   | V 108-97  | Marcus Morris (17)            | Jon Leuer (11)           | Kentavious Caldwell-Pope (10) | Palace of Auburn Hills     | 8 - 9   |
| 18    | 26 novembre  | @ Oklahoma City  | D 88-106  | Tobias Harris (21)            | Andre Drummond (8)       | Ish Smith (3)                 | Chesapeake Energy Arena    | 8 - 10  |
| 19    | 29 novembre  | @ Charlotte      | V 112-89  | Tobias Harris (24)            | Aron Baynes (8)          | Caldwell-Pope, Udrih (7)      | Time Warner Cable Arena    | 9 - 10  |
| 20    | 30 novembre  | @ Boston         | V 121-114 | Kentavious Caldwell-Pope (25) | Andre Drummond (17)      | Ish Smith (8)                 | TD Garden                  | 10 - 10 |

| Match | Date match  | Équipe       | Score     | Meilleur marqueur             | Meilleur rebondeur  | Meilleur passeur             | Lieux Spectateurs        | Série   |
| ----- | ----------- | ------------ | --------- | ----------------------------- | ------------------- | ---------------------------- | ------------------------ | ------- |
| 21    | 2 décembre  | @ Atlanta    | V 121-85  | Kentavious Caldwell-Pope (21) | Andre Drummond (14) | Ish Smith (13)               | Philips Arena            | 11 - 10 |
| 22    | 4 décembre  | Orlando      | D 92-98   | Marcus Morris (21)            | Andre Drummond (10) | Caldwell-Pope, Jackson (4)   | Palace of Auburn Hills   | 11 - 11 |
| 23    | 6 décembre  | Chicago      | V 102-91  | Tobias Harris (22)            | Andre Drummond (10) | Ish Smith (10)               | Palace of Auburn Hills   | 12 - 11 |
| 24    | 7 décembre  | @ Charlotte  | D 77-87   | Andre Drummond (26)           | Andre Drummond (20) | Caldwell-Pope, Leuer (6)     | Time Warner Cable Arena  | 12 - 12 |
| 25    | 9 décembre  | @ Minnesota  | V 117-90  | Andre Drummond (22)           | Andre Drummond (22) | Kentavious Caldwell-Pope (7) | Target Center            | 13 - 12 |
| 26    | 11 décembre | Philadelphie | D 79-97   | Marcus Morris (28)            | Andre Drummond (14) | Stanley Johnson (4)          | Palace of Auburn Hills   | 13 - 13 |
| 27    | 14 décembre | @ Dallas     | V 95-85   | Reggie Jackson (20)           | Andre Drummond (17) | Jackson, Smith (6)           | American Airlines Center | 14 - 13 |
| 28    | 16 décembre | @ Washington | D 108-122 | Kentavious Caldwell-Pope (24) | Andre Drummond (12) | Jon Leuer (5)                | Verizon Center           | 14 - 14 |
| 29    | 17 décembre | Indiana      | D 90-105  | Kentavious Caldwell-Pope (20) | Andre Drummond (15) | Reggie Jackson (10)          | Palace of Auburn Hills   | 14 - 15 |
| 30    | 19 décembre | @ Chicago    | D 82-113  | Jon Leuer (16)                | Jon Leuer (5)       | Ish Smith (7)                | United Center            | 14 - 16 |
| 31    | 21 décembre | Memphis      | D 86-98   | Jackson, Leuer (18)           | Andre Drummond (19) | Reggie Jackson (7)           | Palace of Auburn Hills   | 14 - 17 |
| 32    | 23 décembre | Golden State | D 113-119 | Tobias Harris (26)            | Andre Drummond (9)  | Reggie Jackson (6)           | Palace of Auburn Hills   | 14 - 18 |
| 33    | 26 décembre | Cleveland    | V 106-90  | Tobias Harris (21)            | Andre Drummond (17) | Reggie Jackson (6)           | Palace of Auburn Hills   | 15 - 18 |
| 34    | 28 décembre | Milwaukee    | D 94-119  | Tobias Harris (23)            | Tobias Harris (12)  | Kentavious Caldwell-Pope (7) | Palace of Auburn Hills   | 15 - 19 |
| 35    | 30 décembre | @ Atlanta    | D 98-105  | Jon Leuer (22)                | Andre Drummond (15) | Reggie Jackson (8)           | Philips Arena            | 15 - 20 |

| Match | Date match  | Équipe         | Score           | Meilleur marqueur             | Meilleur rebondeur    | Meilleur passeur             | Lieux Spectateurs       | Série   |
| ----- | ----------- | -------------- | --------------- | ----------------------------- | --------------------- | ---------------------------- | ----------------------- | ------- |
| 36    | 1er janvier | @ Miami        | V 107-98        | Reggie Jackson (27)           | Andre Drummond (8)    | Kentavious Caldwell-Pope (5) | American Airlines Arena | 16 - 20 |
| 37    | 3 janvier   | Indiana        | D 116-121       | Tobias Harris (22)            | Andre Drummond (14)   | Reggie Jackson (12)          | Palace of Auburn Hills  | 16 - 21 |
| 38    | 5 janvier   | Charlotte      | V 115-114       | Tobias Harris (25)            | Boban Marjanović (19) | Reggie Jackson (11)          | Palace of Auburn Hills  | 17 - 21 |
| 39    | 7 janvier   | @ Portland     | V 125-124 (OT2) | Reggie Jackson (31)           | Andre Drummond (14)   | Marcus Morris (5)            | Moda Center             | 18 - 21 |
| 40    | 10 janvier  | @ Sacramento   | D 94-100        | Kentavious Caldwell-Pope (21) | Andre Drummond (12)   | Jackson, Johnson (3)         | Golden 1 Center         | 18 - 22 |
| 41    | 12 janvier  | @ Golden State | D 107-127       | Marcus Morris (21)            | Boban Marjanović (11) | Beno Udrih (4)               | Oracle Arena            | 18 - 23 |
| 42    | 13 janvier  | @ Utah         | D 77-110        | Tobias Harris (13)            | Andre Drummond (19)   | Beno Udrih (7)               | Vivint Smart Home Arena | 18 - 24 |
| 43    | 15 janvier  | @ L. A. Lakers | V 102-97        | Harris, Morris (23)           | Andre Drummond (17)   | Johnson, Smith (6)           | Staples Center          | 19 - 24 |
| 44    | 18 janvier  | Atlanta        | V 118-95        | Reggie Jackson (26)           | Andre Drummond (17)   | Marcus Morris (7)            | Palace of Auburn Hills  | 20 - 24 |
| 45    | 21 janvier  | Washington     | V 113-112       | Marcus Morris (25)            | Marcus Morris (11)    | Reggie Jackson (8)           | Palace of Auburn Hills  | 21 - 24 |
| 46    | 23 janvier  | Sacramento     | D 104-109       | Reggie Jackson (18)           | Andre Drummond (12)   | Reggie Jackson (11)          | Palace of Auburn Hills  | 21 - 25 |
| 47    | 28 janvier  | @ Miami        | D 103-116       | Reggie Jackson (24)           | Andre Drummond (20)   | Reggie Jackson (3)           | American Airlines Arena | 21 - 26 |
| 48    | 30 janvier  | @ Boston       | D 109-113       | Andre Drummond (28)           | Andre Drummond (22)   | Reggie Jackson (6)           | TD Garden               | 21 - 27 |

| Match               | Date match  | Équipe       | Score          | Meilleur marqueur             | Meilleur rebondeur  | Meilleur passeur   | Lieux Spectateurs         | Série   |
| ------------------- | ----------- | ------------ | -------------- | ----------------------------- | ------------------- | ------------------ | ------------------------- | ------- |
| 49                  | 1er février | New Orleans  | V 118-98       | Kentavious Caldwell-Pope (38) | Tobias Harris (8)   | Ish Smith (7)      | Palace of Auburn Hills    | 22 - 27 |
| 50                  | 3 février   | Minnesota    | V 116-108      | Marcus Morris (36)            | Andre Drummond (18) | Reggie Jackson (8) | Palace of Auburn Hills    | 23 - 27 |
| 51                  | 4 février   | @ Indiana    | D 84-105       | Marcus Morris (19)            | Andre Drummond (9)  | Ish Smith (6)      | Bankers Life Fieldhouse   | 23 - 28 |
| 52                  | 6 février   | Philadelphie | V 113-96       | Marcus Morris (19)            | Andre Drummond (17) | Reggie Jackson (6) | Palace of Auburn Hills    | 24 - 28 |
| 53                  | 8 février   | L. A. Lakers | V 121-102      | Andre Drummond (24)           | Andre Drummond (17) | Reggie Jackson (8) | Palace of Auburn Hills    | 25 - 28 |
| 54                  | 10 février  | San Antonio  | D 92-103       | Tobias Harris (16)            | Andre Drummond (15) | Reggie Jackson (7) | Palace of Auburn Hills    | 25 - 29 |
| 55                  | 12 février  | @ Toronto    | V 102-101      | Tobias Harris (24)            | Andre Drummond (18) | Ish Smith (5)      | Air Canada Centre         | 26 - 29 |
| 56                  | 13 février  | @ Milwaukee  | D 89-102       | Marcus Morris (26)            | Andre Drummond (12) | Reggie Jackson (9) | BMO Harris Bradley Center | 26 - 30 |
| 57                  | 15 février  | Dallas       | V 98-91        | Reggie Jackson (22)           | Marcus Morris (14)  | Reggie Jackson (4) | Palace of Auburn Hills    | 27 - 30 |
| All-Star Break 2017 |             |              |                |                               |                     |                    |                           |         |
| 58                  | 23 février  | Charlotte    | V 114-108 (OT) | Kentavious Caldwell-Pope (33) | Andre Drummond (13) | Ish Smith (16)     | Palace of Auburn Hills    | 28 - 30 |
| 59                  | 26 février  | Boston       | D 98-104       | Kentavious Caldwell-Pope (18) | Andre Drummond (15) | Reggie Jackson (6) | Palace of Auburn Hills    | 28 - 31 |
| 60                  | 28 février  | Portland     | V 120-113 (OT) | Marcus Morris (37)            | Andre Drummond (15) | Ish Smith (7)      | Palace of Auburn Hills    | 29 - 31 |

| Match | Date match | Équipe         | Score          | Meilleur marqueur             | Meilleur rebondeur   | Meilleur passeur             | Lieux Spectateurs          | Série   |
| ----- | ---------- | -------------- | -------------- | ----------------------------- | -------------------- | ---------------------------- | -------------------------- | ------- |
| 61    | 1er mars   | @ New Orleans  | D 86-109       | Jon Leuer (22)                | Andre Drummond (17)  | Reggie Jackson (4)           | Smoothie King Center       | 29 - 32 |
| 62    | 4 mars     | @ Philadelphie | V 136-106      | Kentavious Caldwell-Pope (26) | Andre Drummond (14)  | Ish Smith (13)               | Wells Fargo Center         | 30 - 32 |
| 63    | 6 mars     | Chicago        | V 109-95       | Reggie Jackson (26)           | Drummond, Harris (8) | Ish Smith (7)                | The Palace of Auburn Hills | 31 - 32 |
| 64    | 8 mars     | @ Indiana      | D 98-115       | Tobias Harris (22)            | Andre Drummond (15)  | Ish Smith (6)                | Bankers Life Fieldhouse    | 31 - 33 |
| 65    | 9 mars     | Cleveland      | V 106-101      | Reggie Jackson (21)           | Andre Drummond (16)  | Reggie Jackson (5)           | The Palace of Auburn Hills | 32 - 33 |
| 66    | 11 mars    | New York       | V 112-92       | Tobias Harris (28)            | Andre Drummond (15)  | Reggie Jackson (8)           | The Palace of Auburn Hills | 33 - 33 |
| 67    | 14 mars    | @ Cleveland    | D 96-128       | Tobias Harris (17)            | Andre Drummond (14)  | Reggie Jackson (6)           | Quicken Loans Arena        | 33 - 34 |
| 68    | 15 mars    | Utah           | D 83-97        | Ish Smith (16)                | Aron Baynes (12)     | Ish Smith (3)                | The Palace of Auburn Hills | 33 - 35 |
| 69    | 17 mars    | Toronto        | D 75-87        | Reggie Jackson (20)           | Andre Drummond (22)  | Reggie Jackson (6)           | The Palace of Auburn Hills | 33 - 36 |
| 70    | 19 mars    | Phoenix        | V 112-95       | Kentavious Caldwell-Pope (23) | Andre Drummond (18)  | Kentavious Caldwell-Pope (8) | The Palace of Auburn Hills | 34 - 36 |
| 71    | 21 mars    | @ Brooklyn     | D 96-98        | Tobias Harris (24)            | Andre Drummond (17)  | Ish Smith (4)                | Barclays Center            | 34 - 37 |
| 72    | 22 mars    | @ Chicago      | D 95-117       | Harris, Morris (14)           | Andre Drummond (17)  | Ish Smith (7)                | United Center              | 34 - 38 |
| 73    | 24 mars    | @ Orlando      | D 87-115       | Jon Leuer (16)                | Andre Drummond (14)  | Darrun Hilliard (4)          | Amway Center               | 34 - 39 |
| 74    | 27 mars    | @ New York     | D 95-109       | Marcus Morris (20)            | Andre Drummond (15)  | Ish Smith (5)                | Madison Square Garden      | 34 - 40 |
| 75    | 28 mars    | Miami          | D 96-97        | Kentavious Caldwell-Pope (25) | Andre Drummond (13)  | Ish Smith (6)                | The Palace of Auburn Hills | 34 - 41 |
| 76    | 30 mars    | Brooklyn       | V 90-89        | Marcus Morris (28)            | Marcus Morris (13)   | Smith, Udrih (5)             | The Palace of Auburn Hills | 35 - 41 |
| 77    | 31 mars    | @ Milwaukee    | D 105-108 (OT) | Tobias Harris (23)            | Andre Drummond (13)  | Beno Udrih (8)               | BMO Harris Bradley Center  | 35 - 42 |

| Match | Date match | Équipe     | Score     | Meilleur marqueur         | Meilleur rebondeur    | Meilleur passeur | Lieux Spectateurs          | Série   |
| ----- | ---------- | ---------- | --------- | ------------------------- | --------------------- | ---------------- | -------------------------- | ------- |
| 78    | 5 avril    | Toronto    | D 102-105 | Smith, Harris (16)        | Andre Drummond (14)   | Beno Udrih (8)   | The Palace of Auburn Hills | 35 - 43 |
| 79    | 7 avril    | @ Houston  | V 114-109 | Boban Marjanović (27)     | Boban Marjanović (12) | Smith, Udrih (5) | Toyota Center              | 36 - 43 |
| 80    | 9 avril    | @ Memphis  | V 103-90  | Bullock, Marjanović (14)  | Andre Drummond (11)   | Ish Smith (7)    | FedEx Forum                | 37 - 43 |
| 81    | 10 avril   | Washington | D 101-105 | Tobias Harris (22)        | Boban Marjanović (8)  | Ish Smith (9)    | The Palace of Auburn Hills | 37 - 44 |
| 82    | 12 avril   | @ Orlando  | D 109-113 | Caldwell-Pope, Smith (20) | Andre Drummond (14)   | Ish Smith (10)   | Amway Center               | 37 - 45 |

## Confrontations
| Conférence Est      | Conférence Est                               | Conférence Est                               | Conférence Est                               | Conférence Est                               | Conférence Ouest                             | Conférence Ouest                             | Conférence Ouest                             |
| Division Atlantique | Division Atlantique                          | Division Atlantique                          | Division Atlantique                          | Division Atlantique                          | Division Nord-Ouest                          | Division Nord-Ouest                          | Division Nord-Ouest                          |
| Équipe              | Domicile                                     | Domicile                                     | Extérieur                                    | Extérieur                                    | Équipe                                       | Domicile                                     | Extérieur                                    |
| ------------------- | -------------------------------------------- | -------------------------------------------- | -------------------------------------------- | -------------------------------------------- | -------------------------------------------- | -------------------------------------------- | -------------------------------------------- |
| Boston              | 92-94                                        | 98-104                                       | 121-114                                      | 109-113                                      | Denver                                       | 106-83                                       | 106-95                                       |
| Brooklyn            | 90-89                                        |                                              | 101-109                                      | 96-98                                        | Minnesota                                    | 116-108                                      | 117-90                                       |
| New York            | 102-89                                       | 112-92                                       | 102-105                                      | 95-109                                       | Oklahoma City                                | 104-88                                       | 88-106                                       |
| Philadelphie        | 79-97                                        | 113-96                                       | 136-106                                      |                                              | Portland                                     | 120-113 (OT)                                 | 125-124 (2OT)                                |
| Toronto             | 75-87                                        | 102-105                                      | 91-109                                       | 102-101                                      | Utah                                         | 83-97                                        | 77-110                                       |
|                     | 4–5                                          | 4–5                                          | 3–6                                          | 3–6                                          |                                              | 4–1                                          | 3–2                                          |
| Division            | 7–11                                         | 7–11                                         | 7–11                                         | 7–11                                         | Division                                     | 7–3                                          | 7–3                                          |
| Division Centrale   | Division Centrale                            | Division Centrale                            | Division Centrale                            | Division Centrale                            | Division Pacifique                           | Division Pacifique                           | Division Pacifique                           |
| Équipe              | Domicile                                     | Domicile                                     | Extérieur                                    | Extérieur                                    | Équipe                                       | Domicile                                     | Extérieur                                    |
| Chicago             | 102-91                                       | 109-95                                       | 82-113                                       | 95-117                                       | Golden State                                 | 113-119                                      | 107-127                                      |
| Cleveland           | 106-90                                       | 106-101                                      | 81-104                                       | 96-128                                       | L.A. Clippers                                | 108-97                                       | 82-114                                       |
|                     |                                              |                                              |                                              |                                              | L.A. Lakers                                  | 121-102                                      | 102-97                                       |
| Indiana             | 90-105                                       | 116-121                                      | 84-105                                       | 98-115                                       | Phoenix                                      | 112-95                                       | 100-107                                      |
| Milwaukee           | 98-83                                        | 94-119                                       | 89-102                                       | 105-108 (OT)                                 | Sacramento                                   | 104-109                                      | 94-100                                       |
|                     | 5–3                                          | 5–3                                          | 0–8                                          | 0–8                                          |                                              | 3–2                                          | 1–4                                          |
| Division            | 5–11                                         | 5–11                                         | 5–11                                         | 5–11                                         | Division                                     | 4–6                                          | 4–6                                          |
| Division Sud-Est    | Division Sud-Est                             | Division Sud-Est                             | Division Sud-Est                             | Division Sud-Est                             | Division Sud-Ouest                           | Division Sud-Ouest                           | Division Sud-Ouest                           |
| Équipe              | Domicile                                     | Domicile                                     | Extérieur                                    | Extérieur                                    | Équipe                                       | Domicile                                     | Extérieur                                    |
| Atlanta             | 118-95                                       |                                              | 121-85                                       | 98-105                                       | Dallas                                       | 98-91                                        | 95-85                                        |
| Charlotte           | 115-114                                      | 114-108 (OT)                                 | 112-89                                       | 77-87                                        | Houston                                      | 96-99                                        | 114-109                                      |
| Miami               | 107-84                                       | 96-97                                        | 107-98                                       | 103-116                                      | Memphis                                      | 86-98                                        | 103-90                                       |
| Orlando             | 108-82                                       | 92-98                                        | 87-115                                       |                                              | La Nouvelle-Orléans                          | 118-98                                       | 86-109                                       |
| Washington          | 113-112                                      | 101-105                                      | 108-122                                      |                                              | San Antonio                                  | 92-103                                       | 86-96                                        |
|                     | 6–3                                          | 6–3                                          | 3–5                                          | 3–5                                          |                                              | 2–3                                          | 3–2                                          |
| Division            | 9–8                                          | 9–8                                          | 9–8                                          | 9–8                                          | Division                                     | 5–5                                          | 5–5                                          |
| Conférence          | 21–30 (Domicile : 15–11 ; Extérieur : 6–19)  | 21–30 (Domicile : 15–11 ; Extérieur : 6–19)  | 21–30 (Domicile : 15–11 ; Extérieur : 6–19)  | 21–30 (Domicile : 15–11 ; Extérieur : 6–19)  | Conférence                                   | 16–14 (Domicile : 9–6 ; Extérieur : 7–8)     | 16–14 (Domicile : 9–6 ; Extérieur : 7–8)     |
| Total               | 37-44 (Domicile : 24–17 ; Extérieur : 13–27) | 37-44 (Domicile : 24–17 ; Extérieur : 13–27) | 37-44 (Domicile : 24–17 ; Extérieur : 13–27) | 37-44 (Domicile : 24–17 ; Extérieur : 13–27) | 37-44 (Domicile : 24–17 ; Extérieur : 13–27) | 37-44 (Domicile : 24–17 ; Extérieur : 13–27) | 37-44 (Domicile : 24–17 ; Extérieur : 13–27) |

## Effectif actuel
| Pistons de Détroit Effectif actuel |    |                        |                          |                  |
| Entraîneur : Stan Van Gundy        |    |                        |                          |                  |
| Pivot                              | 12 | Drapeau des États-Unis | Aron Baynes              | Washington State |
| Arrière, Ailier                    | 25 | Drapeau des États-Unis | Reggie Bullock           | Caroline du Nord |
| Ailier                             | 5  | Drapeau des États-Unis | Kentavious Caldwell-Pope | Georgia          |
| Pivot                              | 0  | Drapeau des États-Unis | Andre Drummond (C)       | Connecticut      |
| Ailier fort                        | 8  | Drapeau des États-Unis | Henry Ellenson           | Marquette        |
| Meneur, Arrière                    | 9  | Drapeau du Nigeria     | Michael Gbinije          | Syracuse         |
| Ailier                             | 34 | Drapeau des États-Unis | Tobias Harris            | Tennessee        |
| Arrière                            | 6  | Drapeau des États-Unis | Darrun Hilliard          | Villanova        |
| Meneur                             | 1  | Drapeau des États-Unis | Reggie Jackson (C)       | Boston College   |
| Ailier                             | 7  | Drapeau des États-Unis | Stanley Johnson          | Arizona          |
| Ailier fort                        | 30 | Drapeau des États-Unis | Jon Leuer                | Wisconsin        |
| Pivot                              | 51 |                        | Boban Marjanović         | Serbie           |
| Ailier fort                        | 13 | Drapeau des États-Unis | Marcus Morris            | Kansas           |
| Meneur                             | 14 | Drapeau des États-Unis | Ish Smith                | Wake Forest      |
| Meneur                             | 19 | Drapeau de la Slovénie | Beno Udrih               | Slovénie         |
| (C) Capitaine - Blessé             |    |                        |                          |                  |

## Contrats et salaires 2016-2017
| Joueur                   | Poste          | Âge            | Exp            | Contrat                 | Salaire 2016-2017 | Fin du contrat |
| ------------------------ | -------------- | -------------- | -------------- | ----------------------- | ----------------- | -------------- |
| Joueurs actuels          |                |                |                |                         |                   |                |
| Aron Baynes              | PF             | 29             | 4              | 19 500 000 $ sur 3 ans  | 6 500 000 $       | 2018           |
| Reggie Bullock           | SF             | 25             | 3              | 5 857 804 $ sur 4 ans   | 2 255 644 $       | 2017           |
| Kentavious Caldwell-Pope | SG             | 23             | 3              | 11 995 639 $ sur 4 ans  | 3 678 319 $       | 2017           |
| Andre Drummond           | C              | 23             | 4              | 127 171 313 $ sur 5 ans | 22 116 750 $      | 2021           |
| Henry Ellenson           | PF             | 19             | 0              | 3 484 920 $ sur 2 ans   | 1 704 120 $       | 2020           |
| Michael Gbinije          | SG             | 24             | 0              | 2 498 982 $ sur 3 ans   | 650,000 $         | 2019           |
| Tobias Harris            | SF             | 24             | 5              | 64 000 000 $ sur 4 ans  | 17 200 000 $      | 2019           |
| Darrun Hilliard          | SF             | 23             | 1              | 2 489 382 $ sur 3 ans   | 874,636 $         | 2018           |
| Reggie Jackson           | PG             | 26             | 5              | 80 000 000 $ sur 5 ans  | 14 956 522 $      | 2020           |
| Stanley Johnson          | SF             | 20             | 1              | 8 909 640 $ sur 3 ans   | 2 969 880 $       | 2019           |
| Jon Leuer                | PF             | 27             | 5              | 42 000 000 $ sur 4 ans  | 10 991 957 $      | 2020           |
| Boban Marjanović         | C              | 28             | 1              | 21 000 000 $ sur 3 ans  | 7 000 000 $       | 2019           |
| Marcus Morris            | PF             | 27             | 5              | 20 000 000 $ sur 4 ans  | 4 625 000 $       | 2019           |
| Ish Smith                | PG             | 28             | 6              | 18 000 000 $ sur 3 ans  | 6 000 000 $       | 2019           |
| Beno Udrih               | PG             | 34             | 12             | 1 551 659 $ sur 1 an    | 980,431 $         | 2017           |
| Total salaire            | Total salaire  | Total salaire  | Total salaire  | Total salaire           | 102 503 259 $     | -              |
| Joueurs coupés           | Joueurs coupés | Joueurs coupés | Joueurs coupés | Joueurs coupés          | 5 838 778 $       | -              |
|                          |                |                |                |                         |                   |                |
| Total                    | Total          | Total          | Total          | Total                   | 108 342 037 $     | Différence     |
| Salary Cap               | Salary Cap     | Salary Cap     | Salary Cap     | Salary Cap              | 94 143 000 $      | - 14 199 037 $ |
| Luxury Tax               | Luxury Tax     | Luxury Tax     | Luxury Tax     | Luxury Tax              | 113 287 000 $     | 4 944 963 $    |

- 2017 = Joueurs agents libres en fin de saison.
- *Contrat non garanti.
- **Contrat partiellement garanti.

## Transferts

### Échanges
| Juin         | Juin                                                | Juin                                      | Juin                   |
| ------------ | --------------------------------------------------- | ----------------------------------------- | ---------------------- |
| 17 juin 2016 | Échange à deux équipes                              | Échange à deux équipes                    | Échange à deux équipes |
| 17 juin 2016 | Vers Pistons de Détroit - Cameron Bairstow          | Vers Bulls de Chicago - Spencer Dinwiddie | [ 2 ]                  |
| 29 juin 2016 | Échange à deux équipes                              | Échange à deux équipes                    | Échange à deux équipes |
| 29 juin 2016 | Vers Pistons de Détroit - Second tour de draft 2019 | Vers Magic d'Orlando - Jodie Meeks        | [ 3 ]                  |

### Joueurs qui re-signent
| Joueur         | Contrat                            | Référence |
| -------------- | ---------------------------------- | --------- |
| Andre Drummond | Contrat de 127 150 000 $ sur 5 ans | [ 4 ]     |

### Arrivés
| Joueur                                 | Contrat                           | Provenance                 | Référence |
| -------------------------------------- | --------------------------------- | -------------------------- | --------- |
| Henry Ellenson (Draft 2016, choix 18)  | Contrat de 3 480 000 $ sur 2 ans  | Golden Eagles de Marquette | [ 5 ]     |
| Michael Gbinije (Draft 2016, choix 49) | Contrat de 2 500 000 $ sur 3 ans  | Orange de Syracuse         | [ 6 ]     |
| Jon Leuer                              | Contrat de 42 000 000 $ sur 4 ans | Suns de Phoenix            | [ 7 ]     |
| Boban Marjanović                       | Contrat de 21 000 000 $ sur 3 ans | Spurs de San Antonio       | [ 8 ]     |
| Ish Smith                              | Contrat de 18 000 000 $ sur 3 ans | 76ers de Philadelphie      | [ 9 ]     |

### Départs
| Joueur           | Raison départ | Nouvelle équipe ¹            | Référence |
| ---------------- | ------------- | ---------------------------- | --------- |
| Joel Anthony     | Libéré        | -                            | [ 10 ]    |
| Cameron Bairstow | Libéré        | Brisbane Bullets (Australie) | ,         |
| Anthony Tolliver | Agent libre   | Kings de Sacramento          | [ 12 ]    |

¹ Il s'agit de l’équipe pour laquelle le joueur a signé après son départ, il a pu entre-temps changer d'équipe ou encore de pays.